# Fred Lamond
Frederic Lamond, meglio conosciuto come Fred Lamond e sotto il nome d'arte di Robert (Praga, 5 luglio 1931 – 24 maggio 2020), è stato uno scrittore  e sacerdote wiccan inglese, figura preminente nella tradizione gardneriana della religione wicca.
Oltre che nella wicca, rimase coinvolto in numerose iniziative e organizzazioni del movimento neopagano moderno e aderì al movimento promovente la pacifica convivenza tra tutte le religioni del mondo. Scrisse alcuni saggi sulla teologia e la storia della wicca.

## Biografia
Fred Lamond nacque in Gran Bretagna da genitori inglesi. Quando aveva appena due anni, i genitori si separarono e fu quindi cresciuto dalla nonna materna, di origine ebraica, che, dopo lo scoppio della seconda guerra mondiale, lo portò a vivere in Svizzera, uno dei pochi paesi europei rimasti neutrali.
La nonna, di mentalità piuttosto aperta, lo fece studiare in un collegio cristiano, non tanto perché volesse orientarlo verso questa religione, ma perché riteneva che una persona europea ben istruita dovesse avere comunque questo background culturale, lasciandolo comunque libero di scegliere autonomamente quale religione seguire.
Lamond in seguito affermò che, pur ammirando Gesù Cristo, non lo ritenne superiore a molte altre figure esemplari nella storia dell'umanità, come Budda, Socrate o Confucio. Ritornato in Inghilterra, completò comunque i propri studi in una scuola anglicana. In quel periodo comprese che il suo pensiero non era in accordo con il cristianesimo e cessò di definirsi cristiano.
Successivamente si iscrisse all'Università di Cambridge, dove aderì al movimento per il federalismo europeo e a iniziative pacifiste. Nel 1954 a 23 anni, cominciando una relazione con una ragazza, ebbe la sua prima esperienza di tipo mistico con ciò che egli definisce la “Grande Dea”, inteso come l'eterno femminino (in particolare identificato da lui nell'archetipo di Afrodite). Ebbe inoltre le prime esperienze di sincronicità.
Dopo queste prime esperienze così sconvolgenti e la sua adesione a una visione panteistica della vita, Lamond si interessò al neopaganesimo e, tra altri libri, lesse Witchcraft Today di Gerald Gardner. Lamond gli scrisse, ottenendo l'invito a un incontro. In seguito fu iniziato nella Bricket Wood coven nel 1957, diventandone uno dei primi membri e probabilmente l'unico attualmente ancora in vita.
Nel 1959 incontrò la sua futura prima moglie Gillian: i due si sposarono l'anno seguente, con il rito di handfasting celebrato da Lois Bourne, l'alta sacerdotessa della coven. Lo storico Ronald Hutton sottolinea che il loro fu il primo esempio conosciuto di nozze wiccan celebrate in pubblico. Nel 1961 la coppia si trasferì nella zona di Manchester, dove Fred cominciò a lavorare per una compagnia di computer. Di conseguenza ebbe poche occasioni di celebrare assieme alla Bricket Wood coven. Nel 1965 si trasferì per lavoro a Praga, ma poiché a una delle loro figlie fu diagnosticata la sordità, tornò nel 1967 in Inghilterra, dove visse per tutto il decennio seguente, riscoprendo appieno la wicca e diventando per un certo periodo l'alto sacerdote della Bricket Wood coven, dopo che Jack Bracelin se ne era andato nel 1966.
Nel 1981 Lamond incontrò per la prima volta Aidan Kelly in California, il wiccan che nelle sue opere cercò di dimostrare quanto la wicca fosse un'invenzione di Gardner. Lo incontrò di nuovo sette anni dopo. A proposito di lui, Lamond scrisse che, pur credendo nella sua buona fede, Aidan Kelly in realtà scriveva solo di ciò che era stato reso pubblico della wicca, mentre, dall'esperienza degli incontri avuti, egli sembrava in gran parte ignaro della parte esoterica e misterica della religione.
Nel 1981 la prima moglie di Lamond morì. Negli anni seguenti egli aderì anche a due altri gruppi occultistici: i Companions of the Rainbow Bridge e la Fellowship of Isis. Dopo una dozzina d'anni di vedovanza egli si sposò nuovamente con Hildegard nel 1993; Lamond l'anno successivo a questo matrimonio si trasferì presso l'anziano padre che risiedeva in Austria, dando vita ad una fiorente comunità wiccan.

## Opere
Lamond ha pubblicato tre saggi, i primi due sulla teologia e il terzo, molto autobiografico, sulla storia della wicca e il suo coinvolgimento in essa:
- The Divine Struggle, 1990.
- Religion Without Beliefs: Essays in Pantheist Theology, Comparative Religion and Ethics, Janus Publishing, 1997. ISBN 1-85756-341-7.
- Fifty Years of Wicca, Green Magic, 2004. ISBN 0-9547230-1-5.